# Carol Jerrems
Carol Jerrems, née le 14 mars 1949 à Ivanhoe (Melbourne) et morte le 21 février 1980 à Melbourne, est une photographe et cinéaste australienne. 

## Biographie
Née le 14 mars 1949 à Ivanhoe, elle est le troisième enfant d’Eric Jerrems (1917-1970), comptable, et de Joyce née Jacobs (1922-1993), couturière et artiste. En 1967 elle obtient un diplôme d’art et de graphisme à l’école technique de Prahran (Melbourne) avec la photographie comme matière principale. 
Élève du réalisateur Paul Cox, elle joue dans son film Skin Deep. Durant ses études elle gagne la bourse Walter Lindrum et le prix de l’Institute des photographes australiens et arrive première au concours de photographie scolaire de Kodak. Ensuite, elle obtient un diplôme d'éducation au collège public de Hawthorn (Melbourne).

### Carrière
En 1971 le musée national de Victoria (« National Gallery of Victoria ») acquiert des photographies de Jerrems.
Ami de Paul Cox et d'Henry Talbot, elle pose pour ce dernier. Ils collaborent en 1972 pour l’exhibition Two Views of Erotica: Henry Talbot/Carol Jerrems chez Brummels, le premier galerie australien consacré entièrement à la photographie. 
Jerrems enseigne la photographie et le cinéma dans plusieurs écoles secondaires, y compris l’École technique de Heidelberg (Melbourne), où elle devient ami avec des jeunes défavorisés qu'elle photographie et filme. 
En 1974, elle expose The Alphabet Folio au musée national de Victoria, incluse dans une vue d’ensemble sur la photographie australienne contemporaine publiée par le Centre australien de la photographie à Sydney. La même année, elle publie (avec Virginia Fraser) A Book About Australian Women (« Un livre au sujet des femmes australiennes »). Elle s'isntalle à Sydney en 1975 pour vivre avec son amant Esben Storm. 
Jerrems continue d'exposer ses œuvres à Sydney et à Melbourne, tout en enseignant. Elle acheve son film Hanging About (1978) au sujet du viol, décrivant ce crime comme la haine, le mépris et l’oppression des femmes en pleine action. Ce film fait l’ouverture du festival du cinéma de Sydney le 13 juin 1980.
En 1979, elle commence à enseigner à l’École d’art du Collège de l’enseignement supérieur de Tasmanie, mais on lui diagnostique le syndrome de Budd-Chiari. Elle meurt à Melbourne le 21 février 1980.

## Liens extérieurs
- Ressources relatives aux beaux-arts :   - Artists of the World Online
  - Design & Art Australia Online
  - Grove Art Online
  - Musée national du Victoria
  - MutualArt
  - RKDartists
  - Union List of Artist Names
- Notice dans un dictionnaire ou une encyclopédie généraliste :   - Australian Dictionary of Biography
- Notices d'autorité :   - VIAF
  - ISNI
  - BnF (données)
  - LCCN
  - Pays-Bas
  - WorldCat